# 詹寧斯湖
詹寧斯湖（英語：Jennings Lake）是南極洲的湖泊，位於麥克羅伯特森地，處於阿梅里冰架東側的詹寧斯岬，長6公里，在1952年根據美國海軍拍攝的空中照片繪入地圖，現時由南極條約體系管理。